# إزدينة مير
إزدينة مير أو إزدين مير (الكردية: Êzdîne Mîr) هو شخصية مقدسة يزيدية وهو والد الشيخ شمس، وفكردين، وناصر الدين، وسجادين، مما يجعله سلف جميع شيوخ الشمسانيين. و وفقًا للتقاليد الشفوية اليزيدية، يُقال إن الشيخ عدي التقى بإزدينا مير عندما ذهب لأول مرة إلى لالش. تزوج مرتين، أولاً من سيتيا زين، ابنة الشيخ عدي، وتزوج لاحقًا أيضًا من سيتيا إريب.